# 耶律侯哂
耶律侯哂（やりつ こうしん、生没年不詳）は、遼（契丹）の軍人。字は禿寧。六院部夷離菫の耶律蒲古只の末裔。

## 経歴
黄皮室詳穏の耶律忽古の子として生まれた。はじめ西南巡辺官となり、廉潔なことで知られた。北院大王に累進した。重熙6年（1037年）6月、南京統軍使となった。重熙11年（1042年）、西辺の黄河沿いの要地を巡察して多くの城堡を建てた。重熙12年（1043年）1月、東京留守に転じた。重熙13年（1044年）4月、知黄龍府事の耶律欧里斯とともに蒲盧毛朶部を攻撃して功績を挙げた。侍中の位を加官された。後に致仕して、死去した。

## 伝記資料
- 『遼史』巻92 列伝第22